# Stig Nordbeck
Stig Eskil Gunnar Nordbeck, född 28 augusti 1903 i Hedvig Eleonora församling, Stockholm, död 24 juni 1986 i Karlskrona stadsförsamling i Blekinge län, var en svensk elektroingenjör. Han var far till Gunnar Nordbeck.
Efter studentexamen i Karlskrona 1923 utexaminerades Nordbeck från Kungliga Tekniska högskolans avdelning för elektroteknik 1928. Han var försäljnings- och montageingenjör vid Luth & Roséns Elektriska AB i Italien, Frankrike och Belgien 1928–30, vid Statens vattenfallsverk 1930–37, vid Trafik AB Grängesberg–Oxelösund 1937–39 och hos Karlskrona stads kommunala affärsverk som chef för elektricitets- och gasverken samt trafikföretagen från 1939. Under hans ledning nedlades Karlskrona stads spårvägar 1949. Han var bland annat ledamot av styrelserna för Svenska Elverksföreningen och Svenska Gasverksföreningen.